# Marcia Chatelain
Marcia Chatelain (née le 2 novembre 1979) est une universitaire américaine qui est professeure d'histoire et d'études afro-américaines à l'Université de Georgetown à Washington, DC. En 2021, elle reçoit le prix Pulitzer d'histoire pour son livre Franchise: The Golden Arches in Black America, qui remporte également un prix James Beard.
Elle est également la créatrice de la campagne sur les réseaux sociaux nommée Ferguson Syllabus, un travail de co-construction de ressources autour du meurtre de Michael Brown, et l'auteur de South Side Girls : Growing up in the Great Migration.

## Biographie

### Formation et carrière
Marcia Chatelain est née en 1979 à Chicago où elle passe son enfance. Elle fait ses études au St. Ignatius College Prep,.
Elle est diplômée de l'Université du Missouri en 2001, en journalisme et en études religieuses. Elle travaille ensuite comme chercheuse résidente à la Harry S. Truman Scholarship Foundation. Chatelain obtient son doctorat en civilisation américaine de l'Université Brown en 2008, et obtient la bourse de thèse Black Studies de l'Université de Californie à Santa Barbara,. Chatelain travaille comme professeur d'études afro-américaines à l'Université de l'Oklahoma, avant de devenir professeur d'histoire et d'études afro-américaines à l'Université de Georgetown.

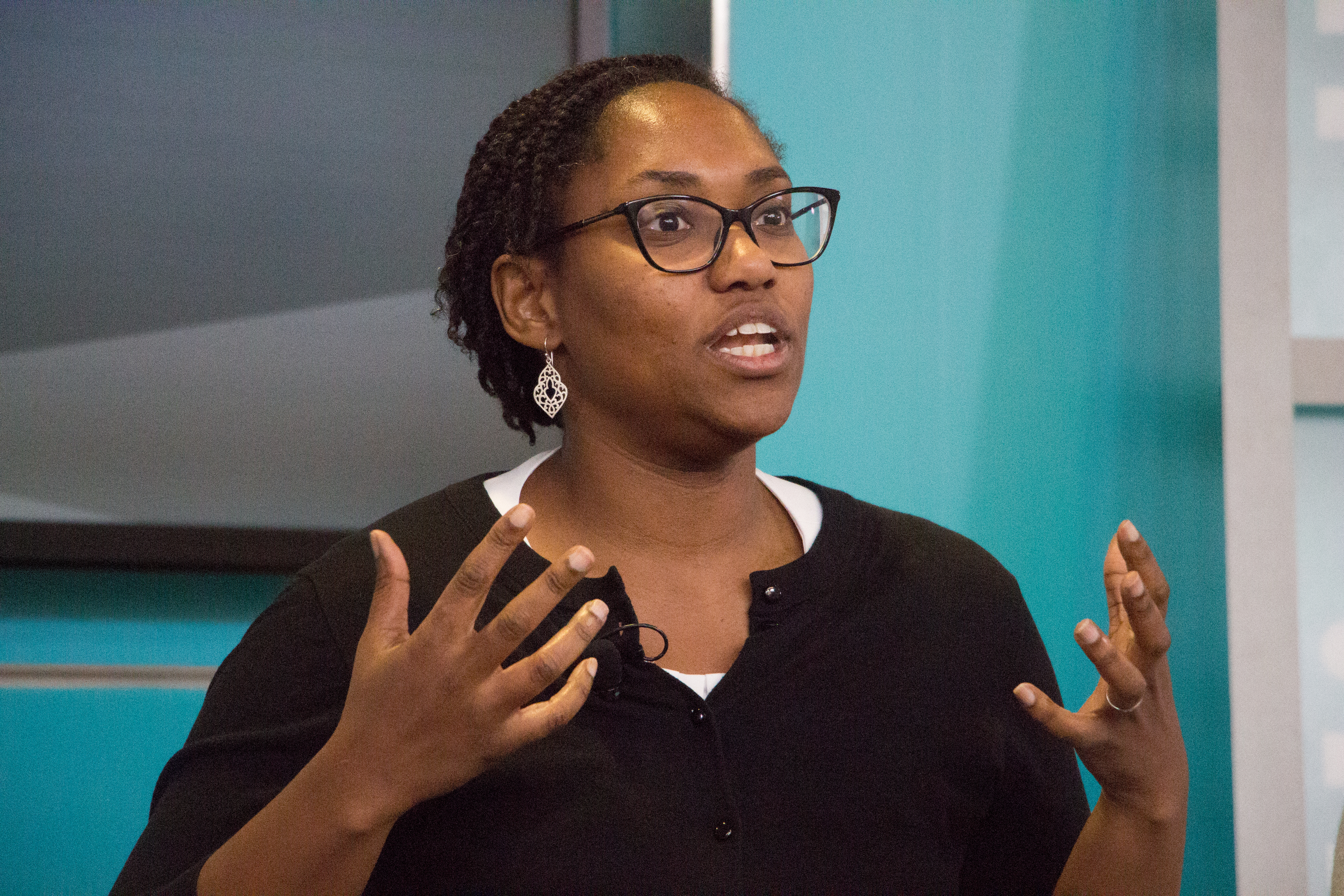
Marcia Chatelain en 2018.

En 2014, à la suite du meurtre de Michael Brown à Ferguson, Chatelain mobilise d'autres chercheurs sur Twitter pour parler de ce qui se passe à Ferguson avec leurs étudiants et contribuer à une liste de lecture participative. Le résultat est connu sous le nom de #FergusonSyllabus. Son succès conduit à d'autres programmes de production participative pour répondre aux tragédies nationales et aux tueries de masse,. En 2016, Chronicle of Higher Education nomme Chatelain parmi les principales influences du milieu universitaire, en reconnaissance du succès de #FergusonSyllabus,.
En 2017, Chatelain contribue au podcast Undisclosed en tant qu'historien résident. En août 2020, elle anime le podcast Slate nommé The Waves sur le féminisme, le genre et la culture populaire.
Chatelain reçoit des prix de la Fondation Ford, de l'American Association of University Women et du German Marshall Fund of the United States. Elle remporte des prix d'enseignement à Georgetown, où elle siège au groupe de travail sur l'esclavage, la mémoire et la réconciliation. En 2019, Chatelain est nommée « Andrew Carnegie Fellow ». Elle est également récipiendaire d'une bourse Eric et Wendy Schmidt à la New America Foundation.
En 2021 Chatelain reçoit le prix Pulitzer d'histoire pour son livre Franchise : The Golden Arches in Black America. En 2022, elle remporte également, pour le même ouvrage, un prix de la Fondation James Beard.
Chatelain publie deux livres : South Side Girls : Growing up in the Great Migration (Duke University Press, 2015), sur l'histoire de la Grande Migration de Chicago à travers l'expérience des filles noires, et Franchise : The Golden Arches in Black America (Liveright / WW Norton, 2020) sur l'histoire de la relation entre les droits civils et l'industrie de la restauration rapide,.